# Морс, Роберт
Роберт Алан Морс (англ. Robert Alan Morse; 18 мая 1931, Ньютон, Массачусетс — 20 апреля 2022, Лос-Анджелес, Калифорния) — американский актёр, лауреат премий «Тони», «Эмми» и «Драма Деск».

## Биография
Морс родился 18 мая 1931 года в Ньютоне, штат Массачусетс, в семье Чарльза Морса и Мэри Сильвер. По окончании школы он, как и его старший брат Ричард, уехал в Нью-Йорк, чтобы стать актёром. В 1955 году он получил роль Барнаби Такера в бродвейской постановке пьесы Торнтона Уайлдера «Сваха». Ту же роль он исполнил в киноадаптации этого мюзикла (1958).
В 1961 году он получил главную роль в мюзикле «Как преуспеть в бизнесе, ничего не делая», за её исполнение был удостоен премии «Тони» за лучшую мужскую роль в мюзикле в 1962 году. Ту же роль Роберт Морс исполнил и в киноадаптации этого мюзикла (1967).

## Награды и номинации
| Награда                        | Год  | Категория                                             | Название работы                          | Результат |
| ------------------------------ | ---- | ----------------------------------------------------- | ---------------------------------------- | --------- |
| Тони                           | 1959 | Лучшая мужская роль второго плана в пьесе             | Скажи, дорогая                           | Номинация |
| Тони                           | 1960 | Лучшая мужская роль в мюзикле                         | Возьми меня с собой                      | Номинация |
| Тони                           | 1962 | Лучшая мужская роль в мюзикле                         | Как преуспеть в бизнесе, ничего не делая | Победа    |
| Тони                           | 1973 | Лучшая мужская роль в мюзикле                         | Шугар                                    | Номинация |
| Тони                           | 1990 | Лучшая мужская роль в пьесе                           | Тру                                      | Победа    |
| Эмми                           | 1969 | Выдающийся эстрадный сериал                           | Это жизнь                                | Номинация |
| Эмми                           | 1993 | Лучшая мужская роль в мини-сериале или фильме         | Тру                                      | Победа    |
| Эмми                           | 2008 | Лучший приглашённый актёр в драматическом телесериале | Безумцы                                  | Номинация |
| Эмми                           | 2010 | Лучший приглашённый актёр в драматическом телесериале | Безумцы                                  | Номинация |
| Эмми                           | 2011 | Лучший приглашённый актёр в драматическом телесериале | Безумцы                                  | Номинация |
| Эмми                           | 2013 | Лучший приглашённый актёр в драматическом телесериале | Безумцы                                  | Номинация |
| Эмми                           | 2014 | Лучший приглашённый актёр в драматическом телесериале | Безумцы                                  | Номинация |
| Драма Деск                     | 1972 | Лучший главный актёр в мюзикле                        | Шугар                                    | Победа    |
| Драма Деск                     | 1990 | Выдающееся сольное исполнение                         | Тру                                      | Победа    |
| Премия Гильдии киноактёров США | 2008 | Лучший актёрский состав в драматическом сериале       | Безумцы                                  | Номинация |
| Премия Гильдии киноактёров США | 2010 | Лучший актёрский состав в драматическом сериале       | Безумцы                                  | Номинация |
| Премия Гильдии киноактёров США | 2011 | Лучший актёрский состав в драматическом сериале       | Безумцы                                  | Победа    |
| Премия Гильдии киноактёров США | 2013 | Лучший актёрский состав в драматическом сериале       | Безумцы                                  | Номинация |

## Избранная фильмография
- Тайная буря / The Secret Storm (1954)
- Сваха / The Matchmaker (1958)
- Альфред Хичкок представляет / Alfred Hitchcock Presents (1959—1960)
- Незабвенная / The Loved One (1965)
- Папа, папа, бедный папа, ты не вылезешь из шкафа, ты повешен нашей мамой между платьем и пижамой / Oh Dad, Poor Dad, Mamma’s Hung You in the Closet and I’m Feelin' So Sad (1967)
- Как преуспеть в бизнесе, ничего не делая / How to Succeed in Business Without Really Trying (1967)
- Руководство для женатого мужчины / A Guide for the Married Man (1967)
- Все мои дети / All My Children (1982)
- Однажды за один раз / One Day at a Time (1983)
- Каскадёры / The Fall Guy (1984)
- Придурки из Хаззарда / The Dukes of Hazzard (1984)
- Непридуманные истории / Tales of the Unexpected (1984)
- Она написала убийство / Murder, She Wrote (1985)
- Сумеречная зона / The Twilight Zone (1985)
- Приключения мультяшек / Tiny Toon Adventures (1992)
- Дикие пальмы / Wild Palms (1993)
- Настоящие монстры / Aaahh!!! Real Monsters (1995)
- Ох уж эти детки! / Rugrats (1997)
- Дикая семейка Торнберри / The Wild Thornberrys (1999)
- Легенда о Корре / The Legend of Korra (2014)
- Безумцы / Mad Men (2007—2015)
- София Прекрасная / Sofia the First (2014—2015)
- Звери / Animals (2016)
- Американская история преступлений / American Crime Story (2016)
- Корпорация / Corporate (2019)
- Юные титаны, вперёд! / Teen Titans Go! (2015—2019)